# Laranjal (Paraná)
Laranjal is een gemeente in de Braziliaanse deelstaat Paraná. De gemeente telt 6.339 inwoners (schatting 2009).